# Kulturzyklentheorie
Kulturzyklentheorien (auch Kreislauf- oder Zyklentheorien) (altgr.: κύκλος, kýklos; lat.: cyclus „Kreis“; Theorie gr. θεωρεῖν theorein: beobachten, betrachten, anschauen) sind Geschichtstheorien, nach denen die historische Entwicklung einzelner oder sämtlicher Kulturen nicht linear, sondern zyklisch verläuft. Nach einer bestimmten Zeit und gewissen Entwicklungsstadien wiederholen sich die Vorgänge. Mit dieser Vorstellung widersprechen die Theorien der Vorstellung vom Fortschritt und besonders der politischen Philosophie des Progressivismus.
Die Theorien gliedern die Geschichte der Kulturen oder die gesamte Geschichte morphologisch und arbeiten dabei wiederkehrende Muster heraus. Sie erlebten einen Höhepunkt im 19. und frühen 20. Jahrhundert und gelten seit dem späten 20. Jahrhundert als überholt.

## Inhalt
Auch wenn die eher optimistische oder pessimistische Ausprägung von der geistig-emotionalen Orientierung der jeweiligen Vertreter bestimmt wird, gehen Zyklentheorien meist von einer Entwicklung vom Besseren zum Schlechteren aus. Analog zu Vorgängen der Natur werden Kulturzyklen postuliert und dabei beschrieben, wie Kulturen entstehen, wachsen, untergehen und sich neu bilden. Die Vertreter der Theorie versuchen, die Geschichte der Kulturen zu gliedern, wiederkehrende Muster zu erkennen und herauszuarbeiten.
In diesen Zusammenhang gehören auch Ansichten, die von einem zyklischen Verlauf der Geschichte der Staaten und Völker, der Gesellschaften und der Menschheit ausgehen, ohne explizit von Kultur zu sprechen. Die Theoretiker nutzen das prognostisch-spekulative Element in unterschiedlichen Ausprägungen, indem sie zugleich annehmen, Zukunft vorherbestimmen zu können.

## Kulturkreistheorie
Der synonyme deutsche Begriff der Kulturkreise, der sich auf eine philosophische Theorie und nicht auf eine ethnographische Methode bezog, wurde 1898 vom deutschen Ethnologen Leo Frobenius geprägt, wenn auch Conrad Hermann schon früher von Kulturkreisen gesprochen hatte.

## Philosophie- und Literaturgeschichte
Bereits im Altertum gab es zyklische Welt- und Kulturauffassungen. Babylonier, Inder und Chinesen, Griechen und Römer kannten zyklische Abläufe. Im Mittelalter waren es Denker wie Johannes Scotus, Albert der Große und Thomas von Aquin, die zyklische und häufig organistische Vorstellungen vom Wandel historischer Gebilde (Kindheit, Reife, Alter) vertraten.

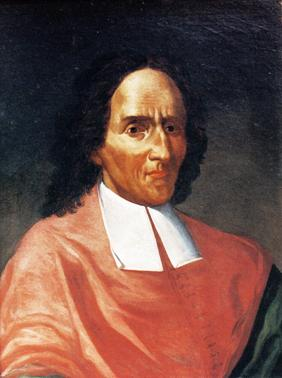
Giambattista Vico

Niccolò Machiavelli, von der Gleichförmigkeit menschlicher Kultur ausgehend, glaubte an einen Kreislauf der Geschichte. Es sei ihr von Natur aus nicht gestattet, stillzustehen. Möge die Kultur auch das Stadium höchster Vollkommenheit erreicht haben, müsse sie sinken und später wieder aufsteigen. Da der Mensch nur seiner Natur folge, seien alle wie Figuren auf der Bühne der Welt von Leidenschaften getrieben und somit vorherbestimmbar. So sei es ein Leichtes, die Zukunft zu beeinflussen. Kulturgebilde könnten durch ein äußeres Unglück oder durch Klugheit erneuert und zu ihrem Anfang zurückgeführt werden.
Den wichtigsten Anstoß für die Zyklentheorie gab Giambattista Vico. In seinem Hauptwerk Scienza nuova (1725) beschrieb er den Aufstieg und Niedergang von Völkern. Er sah einerseits einen Fortschritt der Kulturen durch stärkere Orientierung an der Vernunft, andererseits eine Tendenz zur Rückkehr zur barbarischen "Heroenzeit". Das war Vicos Theorie des Verlaufs der Menschheitsgeschichte und der Kultur.
Im Werk Johann Wolfgang von Goethes finden sich, ausgehend vom Bild der Spirale, etliche Vorstellungen zyklischer Abläufe, die die Menschheit nehmen. Im Zusammenhang mit der Entwicklung seiner Farbenlehre (1810 veröffentlicht) formulierte er allgemeine Vorstellungen vom Gang der Geschichte. Nichts sei „stillstehend“, und bei allen scheinbaren Rückschritten müsse die Menschheit und Wissenschaft stets voranschreiten, selbst wenn beide sich „zuletzt auch wieder in sich selbst abschließen sollten.“ Der Kreis, den die Menschheit zu durchlaufen habe, sei „bestimmt genug, und ungeachtet des großen Stillstandes, den die Barbarei machte, hat sie ihre Laufbahn schon mehr als einmal zurückgelegt. Will man ihr auch eine Spiralbewegung zuschreiben, so kehrt sie doch immer wieder in jene Gegend, wo sie schon einmal durchgegangen. Auf diesem Wege wiederholen sich alle wahren Ansichten und alle Irrtümer.“

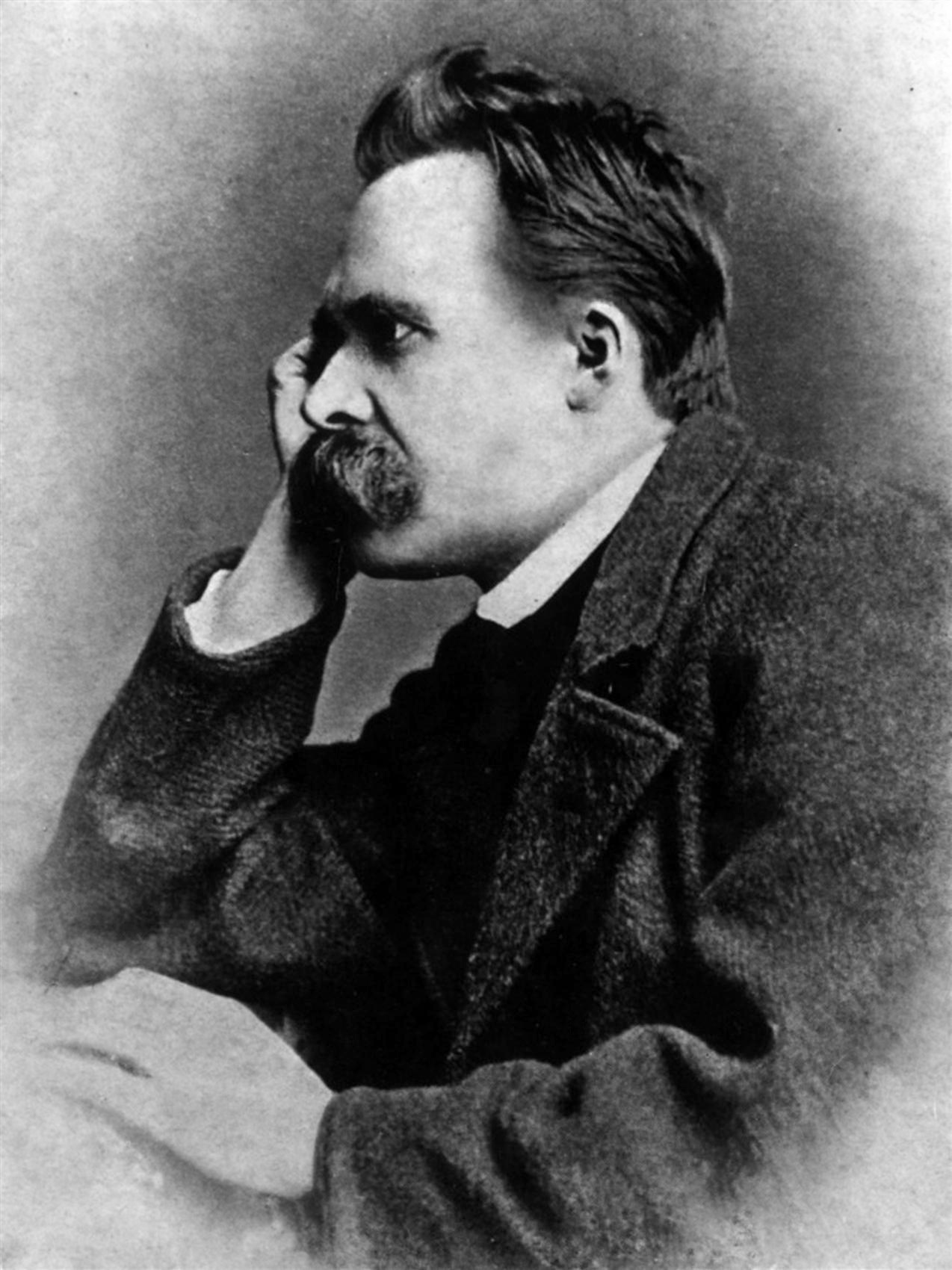
Friedrich Nietzsches Zarathustra prophezeit die Ewige Wiederkehr; 1882 (Photographie von Gustav Adolf Schultze)

Für Friedrich Nietzsche war die „Ewige Wiederkunft des Gleichen“ naturnotwendig. Schon in der Fröhlichen Wissenschaft (1882), ab 1883 im Werk Also sprach Zarathustra formulierte er den Gedanken: Was wäre, wenn eines Tages ein Dämon einem sagte, dass man das Leben noch unzählige Male leben müsse, „jeder Schmerz und jede Lust und jeder Gedanke und Seufzer und alles unsäglich Kleine und Grosse.“ „Die ewige Sanduhr des Daseins“ werde „immer wieder umgedreht – und du mit ihr, Stäubchen vom Staube!“ Giorgio Colli nennt Nietzsches Zarathustra-Figur deshalb den „Lehrer der ewigen Wiederkunft“.
Der Gedanke der Ewigen Wiederkunft ist für Nietzsche die höchste Formel der Bejahung, die man überhaupt erreichen kann. Sie ist das Gegenstück der lebensverneinenden Aversion, ein noch von Schopenhauer kommender pessimistischer Zug, der sich in Nietzsches Werk erkennen lässt. Der Melancholie Zarathustras, seinen langen Pausen des Schweigens und seinen schrecklichen Träumen stehen der lebensbejahende Übermensch und die „Wiederkehr“ apollinisch gegenüber.
Giorgio Colli spricht in diesem Zusammenhang von der „großen mystischen Erfahrung“ Nietzsches: Nicht nur der Gott der Tragödie, sondern auch wirkliche Menschen, die dem Dasein mit seiner ganzen Fülle einen Sinn verleihen, kehren wieder. Die Grundlagen dieser Vision seien weniger in alten doxographischen Berichten über eine pythagoreische Lehre oder in wissenschaftlichen Hypothesen des 19. Jahrhunderts zu suchen, als in wiederbelebten vorsokratischen Spekulationen. Sie hätten auf eine Unmittelbarkeit hingewiesen, die aus der Zeit hinausführe und damit ihre unumkehrbare Eingleisigkeit aufhebe.
Frobenius fasste 1898 die Kultur den „menschlichen Trägern“ gegenüber als selbständigen Organismus auf und betrachtete jede Kulturform wie ein Lebewesen, das eine Geburt und Kindheit, ein Erwachsenen- und Greisenalter erlebe. Dabei bezog er den Begriff „Kulturkreis“ letztlich auf Kulturen mit bestimmter landschaftlicher Begrenzung, da sie ihrer Form nach an bestimmte Gebiete, die „Kulturkreise“ gebunden sei.
Die populärste Zyklentheorie im deutschsprachigen Raum stammt von Oswald Spengler und findet sich in seinem 1918 erschienenen pessimistischen Werk Der Untergang des Abendlandes. Jede Kultur durchlaufe unterschiedliche Wachstumsphasen, habe Kindheit und Jugend, Männlichkeit und Greisenalter und erblühe auf dem Boden einer bestimmten Landschaft, an die sie wie eine Pflanze gebunden bleibe. Die Zivilisation sei das Ende der Entwicklung, die in den Verfall übergehe. Spengler bekannte sich offen dazu, seine Deutungen nicht aus der wissenschaftlichen Forschung, sondern durch Analogieschlüsse gewonnen zu haben.